# Abadiya
Abadiya fou un centre polític anterior a Nubt, situat entre Nubt i Abidos. S'han trobat algunes tombes de caps predinàstics. Pertany al període Naqada I. Era un dels quatre centres politics principals de la regió junt amb Nubt, Nekhen i Gebelein.